# 서울외신기자클럽
서울외신기자클럽(Seoul Foreign Correspondents’ Club, SFCC)은 1956년에 대한민국 서울 주재 외국언론 기자들이 설립한 회원제 단체이다. 서울 중구 프레스센터에 거점을 두고 있다. 2016년 2월 기준으로 약 260명의 기자가 등록되어 있다.

## 역사
1956년 서울에서 9명의 외신 기자에 의해 설립되어 황경춘 AP통신 기자를 초대회장으로 두었다. 아시아계 언론소속 기자들의 숫자가 미국·유럽계 언론소속 기자들의 숫자보다 조금 많은 수준이다. 단일 국가로는 일본계 언론소속 기자들의 숫자가 가장 많으며, 한국계 언론소속 기자도 해외에서 3년 이상 특파원 활동을 한 경우에는 서울외신기자클럽에 내신회원으로 가입할 수 있다. 김대중 대통령 등 유명 정치인들이 해외에 스스로를 알리는 무대로 자주 활용되어 왔다.

## 같이 보기
- 관훈클럽
- 한국기자협회